# Ivaiporã
Ivaiporã là một đô thị thuộc bang Paraná, Brasil. Đô thị này có diện tích 432,47 km², dân số năm 2007 là 32193 người, mật độ 66,3 người/km².